# Imperi purépetxa
L'Imperi purépetxa o tarasco (en purépetxa Iréchecua Tzintzuntzáni) va ser un imperi del Mèxic precolombí, que abastava part tant de la regió mesoamericana com de la aridoamericana i una extensa àrea geogràfica de l'actual estat mexicà de Michoacán, parts de Jalisco, sud de Guanajuato, Guerrero, Querétaro, Colima i Estat de Mèxic. En el moment de la conquesta espanyola va ser el segon estat més gran de Mesoamèrica. El seu govern era monàrquic i teocràtic. Com la majoria de les cultures prehispàniques, els purépetxa eren politeistes.

## Introducció
L'estat purépetxa va ser fundat prop de l'inici del segle XIV i va perdre la seva independència davant els espanyols en 1521. Els habitants de l'imperi eren en la seva majoria purépetxa, però també s'incloïen altres grups ètnics com els nahues, otomís, matlatzinques i txitximeques. Aquests grups ètnics van ser assimilats gradualment pel grup majoritari.
L'estat estava constituït per una xarxa de sistemes tributaris i a poc a poc es va anar centralitzant sota el control del governador de l'estat al qual es va dir cazonci. La capital tarasca es trobava a Tzintzuntzan a la vora del llac de Pátzcuaro, Michoacán; segons la tradició oral tarasca va ser fundada pel primer cazonci Tariácuri i dominat pel seu llinatge, els Uacúsecha ('àguiles').
L'estat purépetxa va ser contemporani i enemic de l'Imperi Mexica, contra el qual va lluitar moltes vegades; va bloquejar l'expansió d'aquella nació cap a l'oest i sud-oest, i, a través d'una sèrie de fortificacions, protegien les seves fronteres; el que va donar lloc, possiblement, al desenvolupament del primer estat veritablement territorial de Mesoamèrica i Aridoamèrica. Entre 1476 i 1477 els tarascos van derrotar els mexiques comandats pel tlatoani Axayacatl i van aconseguir envair el seu territori en nombroses ocasions, en algunes d'elles amb èxit, conquistant importants ciutats com Xicotitlán, Tollocan i Oztuma.

## Controvèrsia entre purépetxa, tarasco o michoacano
Quant a la manera en què s'ha de denominar aquest Estat hi ha discussió entre antropòlegs, historiadors i arqueòlegs.
- El terme michoacano sorgeix en el segle XVI del náhuatl michuaques, amb el que se'ls feia referència als habitants de la zona del llac de Pátzcuaro, ja que significa "habitants del lloc on abunden els peixos".
- La paraula purépetxa vol dir gent comuna en la llengua homònima i designa al segment més nombrós de la població prehispànica de l'estat tarasco, així com també refereix als parlants actuals del porhé.
- La paraula tarasco s'ha proposat que prové del vocable tarasque que significa ídol, gendre o sogre en llengua purépetxa. S'ha designat per a fer referència a l'estat tarasco, que incloïa diversos grups etnolingüístics com ara otomís, mazahues, pirinda-matlatzinques i fins i tot nahues.
- El terme uacúsetxa, que significa àguiles en purépetxa, es va utilitzar en el segle XVI per a referir-se als pobles fundadors de l'estat purépetxa o tarasco;[3]

## Geografia i àrea d'ocupació
El territori que eventualment formava la configuració de l'estat tarasco és part de la zona volcànica transversal, i se situa en la seva prolongació occidental, entre dos grans rius: el Lerma (pertanyent a la zona Aridoamericana) i el Balsas. Incloïa zones de clima temperat, subtropical i tropical, que estan dominades per muntanyes volcàniques del Cenozoic i sistemes lacustres per sobre de dos mil metres d'altitud, però també inclou zones més baixes, com les regions costaneres del sud-oest. Els tipus de sòls més comuns en l'altiplà central són volcànics joves o andosols, luvisols i els menys fèrtils acrisols. La vegetació és conformada principalment per pins, pi-encinos i avets. L'ocupació humana s'ha centrat en les conques dels llacs, que són abundants en recursos. En el nord, prop del riu Lerma, hi ha recursos com l'obsidiana i fonts termals. L'estat tarasco se centrava en la conca del llac de Pátzcuaro.

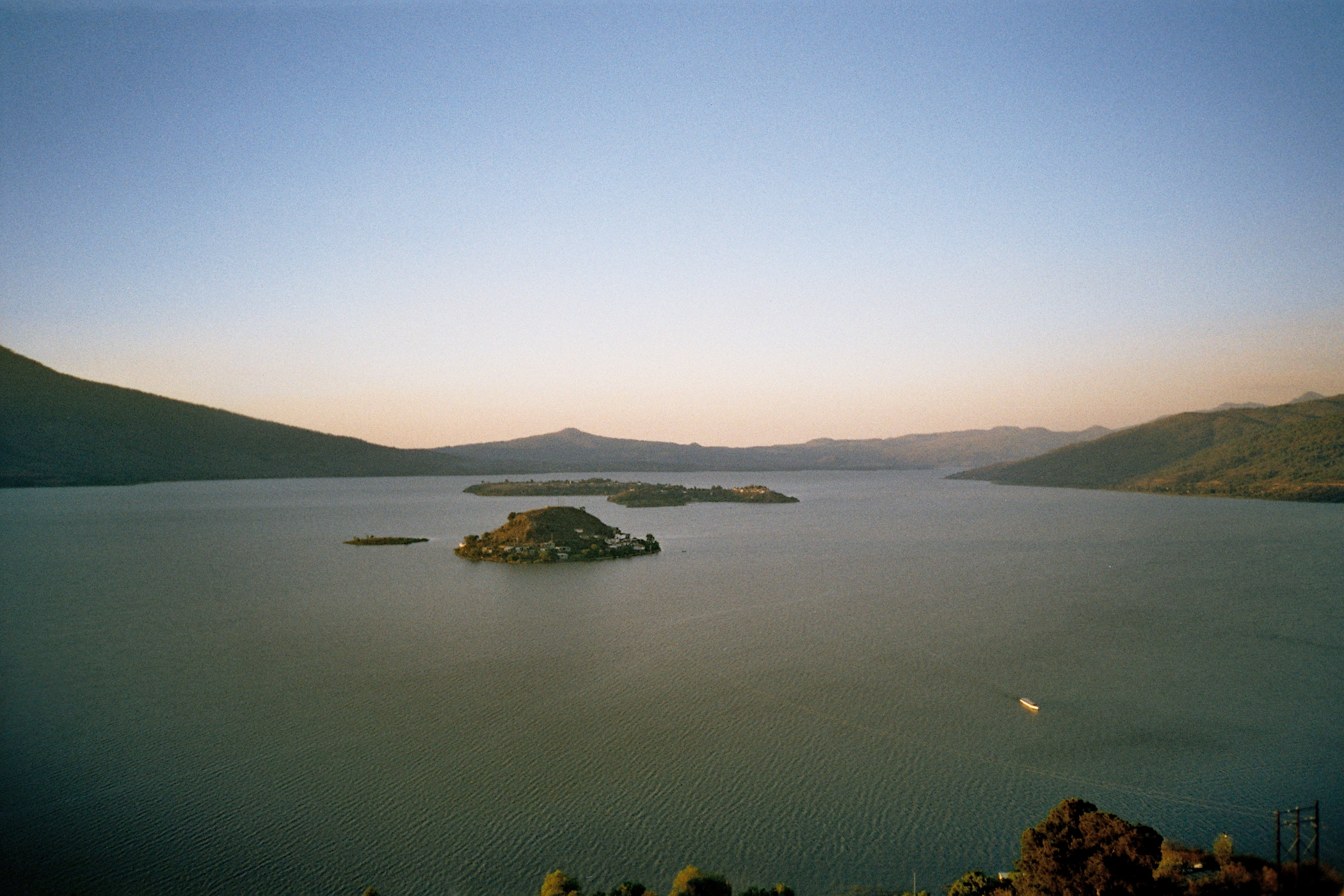
Llac de Pátzcuaro

## Història de l'estat purépetxa

### Evidència arqueològica
L'àrea tarasca ha estat habitada almenys des de principis del període preclàssic. Existeix evidència de societats agrícoles primerenques des d'abans del 1800 aC com la cultura elaboradora de tombes d'"el Opeño". Les dates més primerenques de radiocarboni als jaciments arqueològics del preclàssic cauen al voltant de l'any 1800 a. C.; la cultura del preclàssic més coneguda a Michoacán és la cultura Chupicuaro que van habitar entre el 800 a.C; al 100 d.C. La majoria dels llocs chupícuarenses es troben a la conca del llac de Cuitzeo. A principis del període Clàssic, jocs de pilota, arquitectura monumental i ceràmica demostren una influència de Teotihuacan a la regió.

### Fundació i expansió

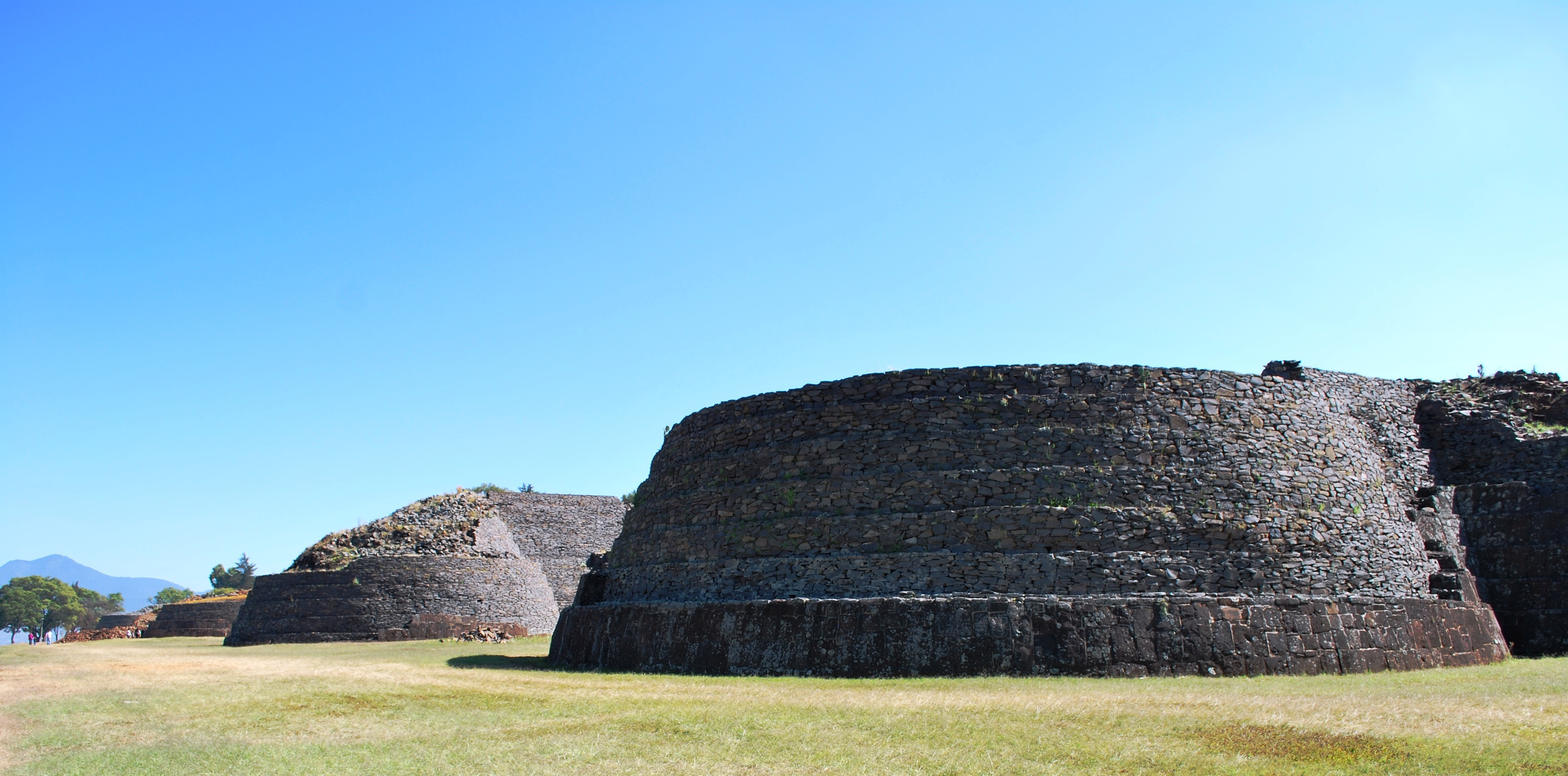
Ruïnes de les "yácatas" de Tzintzuntzan.

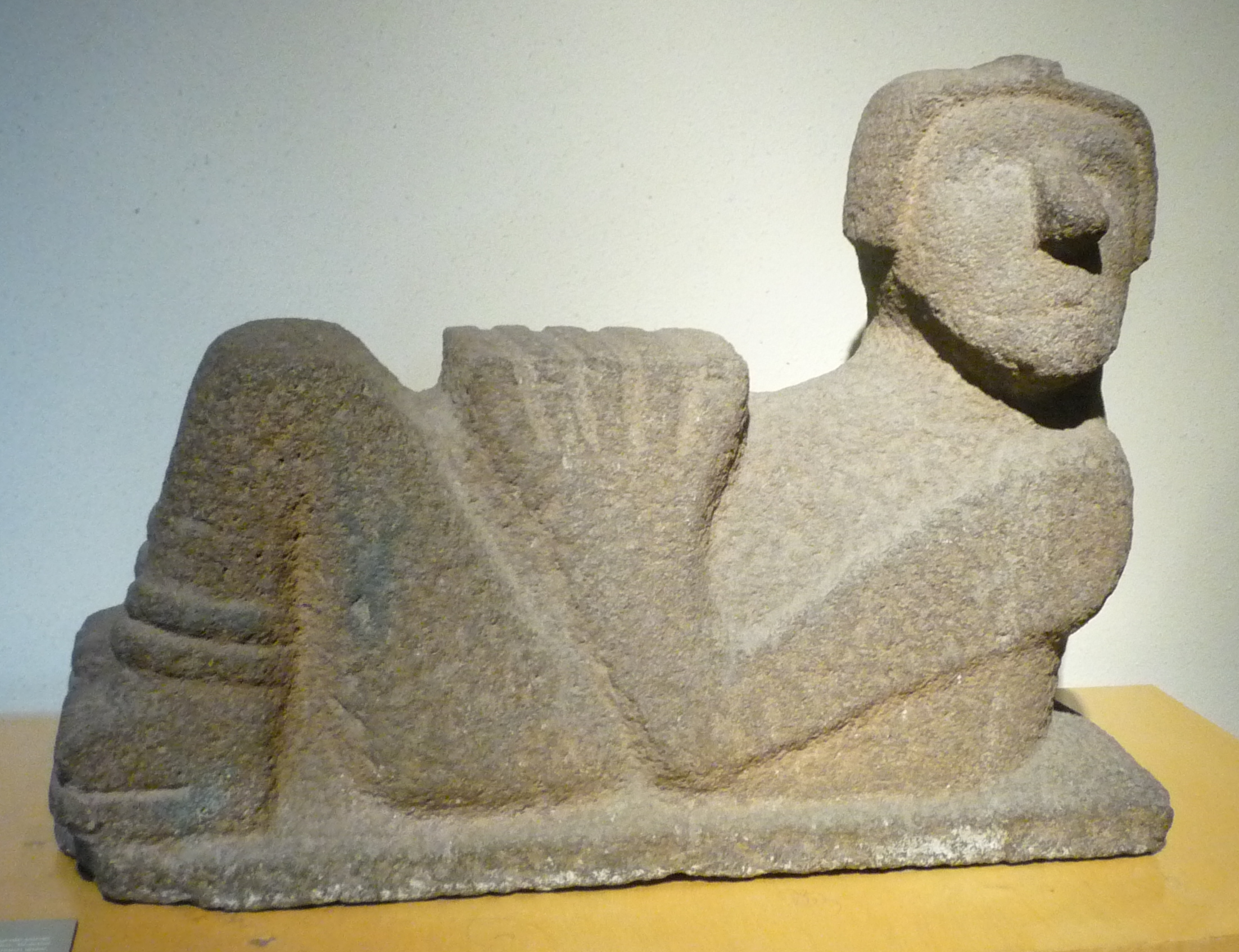
Chakmul. Cultures de la cambra occidental. Museo Nacional de Antropología (Mèxic)

### Caiguda de l'estat purépetxa

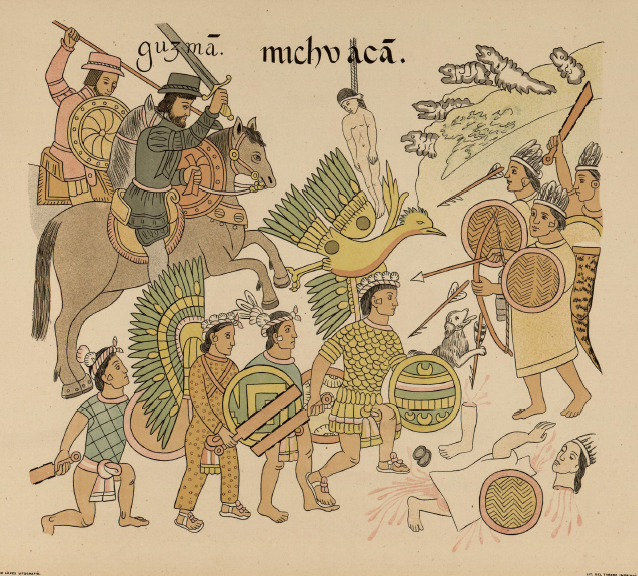
Pas de Nuño Beltrán de Guzmán per Michoacán durant la conquista de la Nova Galícia el 1529. Lienzo de Tlaxcala.